# Walter Thurmond
Pour les articles homonymes, voir Thurmond.
(en) Statistiques sur pro-football-reference
Walter Riley Thurmond III, né le 12 août 1987 à Los Angeles (Californie), est un joueur américain de football américain qui évoluait au poste de strong safety. Il fut repêché par les Seahawks de Seattle durant le 4e tour de la Draft 2010 de la NFL avant d'être signé par les Giants de New York, puis par les Eagles de Philadelphie. Il annonce sa retraite le 31 mai 2016.

## Carrière universitaire
Thurmond a joué dans les rangs universitaires américains avec les Ducks de l'Oregon de l'université d'Oregon de 2005 à 2009. Il devient titulaire lors de la saison 2006 et réalise de bonnes performances cette année-là ainsi que la saison suivante. En 2008, après avoir lutté contre les blessures, Thurmond finit l'année avec 5 interceptions, dont une durant le Holiday Bowl.
Le 26 septembre 2009 contre les Golden Bears de la Californie, Thurmond se blesse au genou lors du coup d'envoi. Les médecins verront plus tard qu'il s'est déchiré trois ligaments et qu'il manquera le reste de la saison.

## Carrière professionnelle

### Seahawks de Seattle
Walter Thurmond III fut repêché par les Seahawks de Seattle durant le 4e tour de la Draft 2010 de la NFL. Il signe alors son premier contrat professionnel le 17 juin 2010. Lors de la saison 2011, il est également attendu pour être le cornerback titulaire en remplacement de Kelly Jennings.
Le 24 octobre 2011, Thurmond est placé sur la liste des blessés de l'équipe à la suite d'une fracture du péroné et d'une grosse entorse à la cheville.
Le 24 novembre 2013, il est suspendu 4 matchs après avoir violé la politique de la NFL sur la consommation de certaines substances.

#### Super Bowl XLVIII
Avant la saison 2013, les performances de Thurmond ces dernières années ont régulièrement été gênées par de multiples blessures. Il revient donc en 2013 après sa suspension et remplace Brandon Browner. Finalement le groupe de defensive backs des Seahawks s'avère être le meilleur de toute la ligue, ils forment alors la Legion of Boom avec Richard Sherman, Kam Chancellor, Earl Thomas, Byron Maxwell, Brandon Browner et donc Walter Thurmond. Cette formation mènera notamment les Seahawks de Seattle jusqu'au titre du Super Bowl XLVIII contre les Broncos de Denver, battus alors 43-8.
À la fin de la saison et après son succès, Thurmond deviendra l'un des principaux agent libre de l'intersaison.

### Giants de New York
Thurmond signe un contrat de un an avec les Giants de New York le 16 mars 2014.
Le 15 septembre 2014, il est placé sur la liste des blessés après une déchirure du muscle pectoral subi contre les Cardinals de l'Arizona. Il redevient alors agent libre à la fin de la saison.

### Eagles de Philadelphie
Le 11 mars 2015, Thurmond signe un contrat de un an avec les Eagles de Philadelphie
Durant l'intersaison, il changera de position et passera strong safety en raison du manque de joueur à ce poste. Le 15 novembre 2015, il établit un safety contre les Dolphins de Miami, malgré la défaite des Eagles 19-20.
Lors du dernier match de la saison, contre les Giants de New York, il intercepte Eli Manning et retourne la balle jusqu'à la end zone pour marquer un touchdown.
Durant cette saison, Thurmond établie nombreux de ses records personnels avec 71 plaquages, 3 interceptions ou encore 2 sacks. Malgré ces performances et de multiples propositions de contrat allant jusqu'à 4 millions de dollars par an, ce dernier, devenu à nouveau agent libre, décide de prendre sa retraite le 31 mai 2016.